# Anne Augereau
Pour les articles homonymes, voir Augereau (homonymie).
Anne Augereau est une préhistorienne française spécialiste du Néolithique, et notamment des sociétés de la culture rubanée. Elle explore également les rapports de genre sur cette période.

## Formation
En 1993, Anne Augereau soutient une thèse en préhistoire sous la direction de Marion Lichardus-Itten, à l'université Panthéon-Sorbonne (Paris-I). Cette thèse est publiée en 2004, sous le titre L'Industrie du silex du Ve au IVe millénaire dans le sud-est du Bassin parisien : Rubané, Villeneuve-Saint-Germain, Cerny et groupe de Noyen.
En 2019, elle soutient, à l'université Panthéon-Sorbonne (Paris-I), une HDR (habilitation à diriger des recherches) dont l'ouvrage inédit porte sur le genre et a pour titre : La Condition des femmes au Néolithique. Pour une approche du genre dans le Néolithique européen. Garant : Pascal Butterlin (professeur, université de Paris-I). Ce volume est publié aux Editions du CNRS en 2021.

## Travaux
Archéologue à l'INRAP, Anne Augereau a dirigé de nombreux chantiers de fouilles, notamment dans le sud-est du Bassin parisien. Elle s'intéresse aux techniques de production des outillages de silex, à la division du travail et à l’apprentissage.
En 2021, elle publie Femmes néolithiques : le Genre dans les premières sociétés agricoles. Cet ouvrage est l'un des premiers à explorer les rapports de genre au Néolithique. Anne Augereau y analyse les rapports de genre à partir des traces matérielles. Elle montre que les conditions de vie des femmes et des hommes diffèrent, notamment sur le plan de la santé, des origines, de l’alimentation et des pratiques funéraires. Certains de ces éléments peuvent être interprétés comme les signes d'une subordination des femmes et d'une domination masculine. 

## Publications
- L'Industrie du silex du Ve au IVe millénaire dans le sud-est du Bassin parisien : Rubané, Villeneuve-Saint-Germain, Cerny et groupe de Noyen, Paris, Éd. de la Maison des sciences de l'homme, 2004, 220 p.
- Le Néolithique à petits pas, Arles, Actes Sud junior, 2018 (ISBN 978-2-330-09263-4)
- Femmes néolithiques : le Genre dans les premières sociétés agricoles, Paris, CNRS, 2021, 302 p. (ISBN 978-2-271-13727-2)
- Anne Augereau, Christophe Darmangeat, Aux origines du genre. Enjeux, méthodes et controverses, Paris, La Vie des Idées/Puf, 2022, 112 p.  (ISBN 978-2-13-083392-5).
- In search of the origin of inequalities: Gender study and variability of social organization in the first farmers societies of western Europe (Linearbandkeramik culture), Journal of Anthropological Archaeology, 66, june 2022, https://www.sciencedirect.com/science/article/abs/pii/S0278416522000216